# Pachypeza ferruginea
Pachypeza ferruginea es una especie de escarabajo de la familia Cerambycidae. Fue descrito científicamente por primera vez por Martins, Galileo y de-Oliveira en 2009.